# Schlacht bei Jüterbog (1644)
Wallerfangen – Dömitz – Haselünne – Wittstock – Rheinfelden – Breisach – Wittenweiher – Vlotho – Ochsenfeld – Chemnitz – Bautzen – Freiberg – Riebelsdorfer Berg – Dorsten – Preßnitz – La Marfée – Wolfenbüttel – Kempener Heide – Schweidnitz – Breitenfeld – Tuttlingen – Freiburg – Philippsburg – Jüterbog –  Jankau – Herbsthausen – Alerheim – Brünn – Korneuburg – Totenhöhe – Hohentübingen –  Triebl – Zusmarshausen – Wevelinghoven – Dachau –  Prag
Die Schlacht bei Jüterbog fand am 3. Dezember 1644 im Rahmen des Dreißigjährigen Krieges nahe Jüterbog in Brandenburg statt. Die Schweden vernichteten weite Teile der kaiserlichen Kavallerie.

## Vorgeschichte
Eine schwedische Armee unter Lennart Torstensson zog im Winter 1643 im Rahmen des Torstenssonkriegs von Mähren in Richtung Dänemark. Am 6. Dezember erreichen sie Havelberg und am 11. Dezember überschritten sie die holsteinische Grenze bei Trittau. Der Angriff überraschte den dänischen König Christian IV. und so konnte kein Widerstand mehr organisiert werden. So konnte die schwedische Armee Winterquartier in Holstein und Jütland beziehen.
Das eigenmächtige Vorgehen des schwedischen Kanzlers Axel Oxenstierna wurde von Frankreich nicht gebilligt. Die Hilfsgelder für die schwedische Armee wurden eingestellt, denn diese Gelder waren zum Kampf gegen den Habsburger Kaiser gedacht und nicht zum Kampf gegen den dänischen König, der ein zu mächtiges Schweden verhindern wollte.
Kaiser Ferdinand III. wollte die Gelegenheit nutzen und die Dänen militärisch unterstützen. Er schickte seinen Feldherren Matthias Gallas mit einer Armee, die im Sommer 1644 Kiel erreichte, in Holstein Quartier nahm und das Land plünderte – ein Land, das bereits von der Armee Torstenssons heimgesucht wurde. In Hamburg wurde sogar eine Spottmünze geprägt. Die hatte auf einer Seite den Spruch: Was Gallas in Holstein ausgerichtet, das findet man auf der anderen Seite, und die andere Seite war leer.
Torstensson marschierte mit seiner Armee durch einen nicht besetzten Pass zwischen Schleswig und Stapelholm und zwang die Kaiserlichen die Elbe herauf bis nach Sachsen zurück. Bei Bernburg errichtete Gallas ein Lager, um Torstenssons Vormarsch aufzuhalten und auf mögliche schwedische Einfälle in Franken oder Sachsen reagieren zu können.
Torstensson wollte die feste Stellung der Kaiserlichen nicht direkt angreifen und versuchte daher der Armee den Nachschub aus Böhmen und Sachsen abzuschneiden, indem er über die Saale ging. Tatsächlich erreichte er, dass der Armee Gallas’ nach und nach der Proviant ausging. Gallas sah sich gezwungen, in der Nacht vom 21. auf den 22. November mit seiner Armee nach Magdeburg auszubrechen, einer Festung des sächsischen Verbündeten. Da man dort noch weniger Futter für die Pferde auftreiben konnte als bei Bernburg, schickte Gallas die Kavallerie weiter in Richtung Lausitz, um zurück nach Böhmen zu gelangen. Die Kavallerie befehligten fünf verschiedene Generäle, die sich gegenseitig den Vorrang streitig machten. Den bisherigen Feldzug mitgemacht hatten Georg Adam von Traudisch und Albert Gaston Spinola von Bruay, während Adrian von Enkevort, Raimondo Montecuccoli und als formal ranghöchster, Feldzeugmeister Bassompierre, erst kurz zuvor mit Verstärkungen zur kaiserlichen Armee gestoßen waren. Das Fußvolk der Kaiserlichen und die „dismontierten“ Reiter, die ihre Pferde verloren hatten, blieben in Magdeburg, wo sie aber durch die Sachsen kaum versorgt wurden und weiteren Mangel erlitten. Zahlreiche weitere Soldaten desertieren oder erkrankten.

## Verlauf und Folgen
Torstensson setzte der kaiserlichen Kavallerie nach. Adrian von Enkevort geriet mit der Nachhut am 3. Dezember bei Niemegk in einen schwedischen Hinterhalt und wurde gefangen genommen. Die restliche Kavallerie entkam mit schweren Verlusten unter Feldmarschallleutnant Bruay in die Oberlausitz.
Gallas blieben in Magdeburg Ende des Monats nach eigenen Angaben nur noch 1500 Gesunde und 1200 Kranke. Da Gallas selbst erkrankte, führte sein Unterbefehlshaber Johann Wilhelm von Hunolstein die verbleibenden 1400 marschfähigen Fußsoldaten zusammen mit maximal 200 Reitern und 12 Feldgeschützen am 7. Januar 1645 aus Magdeburg heraus. Er erreichte ohne weitere Zwischenfälle in vier Tagen Wittenberg und brachte den traurigen Rest des kaiserlichen Heeres Anfang Februar nach Böhmen. Gallas selbst folgte ihm einen Monat später und kam am 16. Februar in Prag an.
Nachdem die Bedrohung durch die Kaiserlichen nicht mehr existierte, teilte Torstensson seine Armee. Er selbst ging mit 16.000 Mann nach Böhmen, General Axel Lillie besetzte Kursachsen und General Hans Christoph von Königsmarck die Herzogtümer Bremen und Verden.